# Выборы в Генеральную Ассамблею Османской Империи (1908)
Выборы в Генеральную Ассамблею Османской Империи (1908) — всеобщие выборы в Генеральную Ассамблею, проходившие в Османской Империи в декабре 1908 года после Младотурецкой революции 1908 года.

## Предыстория
После роспуска Генеральной Ассамблеи султаном Абдул-Хамидом II в 1878 году в стране происходил деспотичный и крайне жестокий период, обозначенный в истории Турции как «Зулюм». На фоне проведения контрреформ и приостановления идей реформирования социально-экономического строя государства в Османской Империи наблюдалась сильная отсталость империи на фоне других развивающихся государств мира как с военной, так и с экономической точки зрения. В период 1878—1908 гг. в  Османской Империи совершались всяческие акты репрессий по отношению к другим национальностям, конфессиям, сторонникам либеральных и демократических идей, а также акты проявления геноцида по отношению к другим народам (Массовые убийства армян в 1894—1896 годах).

Флаг Младотурецкой Революции

Из-за экономической и социальной нестабильности в Османской Империи появилась организованная политическая группировка — младотурки. Эта группа лиц претендовала на прямое правопреемство от новых осман и ставила цели установления конституционной монархии и масштабного проведения либеральных социально-экономических реформ как свои главные и первостепенные во внутренней политике.
В июле 1908 года младотурки решили действовать открыто. Подняв широкомасштабный мятеж, охвативший всю империю и грозящий суверенитету страны, революционеры, принадлежащие к Внутреннему комитету «Единение и прогресс», организации младотурецкого движения, вынудили султана Абдул-Хамида II восстановить Конституцию 1876 года, отозвать правительство и назначить новые выборы в Генеральной Ассамблее.

## Избирательная система
Избирательная система, внедренная в Османской империи, была двухуровневой избирательной системой.. Выборы 1908 года проводились в соответствии с двумя законами и действующим указом: Конституция 1876 года и положение о применении Закона о выборах от 2 августа 1908 года (20 июля 1324 года по летоисчислению Османской Империи).  Статьи 65-70 Конституции включали декреты о выборах. Так, в статье 65 указывалось, что на каждые 50 000 человек избирается один депутат, а в статье 66 подчеркивается, что выборы будут проводиться тайным голосованием. Кроме того, статья 67 Конституции гласит, что человек не может быть депутатом парламента и должностным лицом одновременно, а потому, если его изберут депутатом, он должен уйти в отставку со своей официальной должности. В Османской империи выборы проводились в соответствии с единицей санджака. Каждый санджак был избирательным участком, и каждый поселок был избирательным участком. Контроль за выборами осуществлялся специальными комиссиями, состоящими из людей на высшем уровне бюрократии.

## Избирательная компания
В период до выборов Комитет «Единство и прогресс» опубликовал в газете «Şura-ı Ümmet» от 6 октября 1908 года предвыборную программу из 21 пункта под названием «Политическая программа Османского комитета единства и прогресса».  Избирательная кампания велась между Комитетом «Единение и прогресс» и османской партией «Ахрар». Предвыборная кампания османской партии «Ахрар» проводилась принцем Сабахаттином на Балканах, где партия пользовалась наибольшей поддержкой. Газета The Times сообщила, что выборы «создали хороший прецедент, несмотря на то, что между очень разными кандидатами была значительная конкуренция».

## Итоги выборов
Выборы в Генеральную Ассамблею Османской Империи 1908 г.
 Турки: 147 мест
 Арабы: 60 мест
 Албанцы: 27 мест
 Греки: 26 мест
 Армяне: 14 мест
 Славяне: 10 мест
 Евреи: 4 мест
 Турки
 Арабы
 Албанцы
 Греки
 Армяне
 Сербы
 Евреи
 Болгары
Партия «Единение и прогресс», главная движущая сила революции, на первом туре получила все места в парламенте, кроме одного. Однако же во втором туре парламентская фракция младотурков очень быстро сократилась до основной группы из 60 депутатов, однако всё же одержав верх над Османской партией "Ахрар". Эти выборы были особенны тем, что вне зависимости от движущей партии в Генеральную Ассамблею вошло много независимых кандидатов, в основном из арабских провинций Османской Империи. В Генеральную Ассамблею по окончании выборов было выдвинуто 288 депутатов, из которых можно было увидеть 147 турок, 60 арабов, 27 албанцев, 26 греков, 14 армян, 10 славян и четырех евреев.